# Carlo Tagliavini
Carlo Tagliavini (Bologna, 18 giugno 1903 – Bologna, 31 maggio 1982) è stato un glottologo e linguista italiano.

## Biografia
Professore universitario dal 1935, insegnò nelle Università di Bologna, Nimega, Budapest e, dal 1935, Padova, della cui facoltà di lettere e filosofia fu preside dal 1947 al 1952.
Membro di varie accademie culturali, direttore dal 1927 al 1933 della rivista Studi Rumeni e collaboratore di riviste varie con articoli di divulgazione dei problemi glottologici, fu insignito nel 1963 della medaglia d'oro ai benemeriti della scuola, della cultura e dell'arte.
Con Bruno Migliorini e Piero Fiorelli fu uno dei tre autori principali della prima edizione a stampa (1969) del Dizionario d'ortografia e di pronunzia della Rai.
Il figlio Luigi Ferdinando è stato un celebre organista e musicologo.

## Pubblicazioni principali
- Grammatica della lingua rumena, Heidelberg, Giulio Groos, 1923.
- Antologia rumena, Heidelberg, Giulio Groos, 1923.
- Il dialetto del Comelico, in Archivum Romanicum, X,  1926, pp. 1–200.
- La lingua degli indi Luiseños (alta California) secondo gli appunti grammaticali inediti di un chierico indigeno, Bologna, presso Nicola Zanichelli, 1926.
- Divagazioni semantiche rumene. Dal nome proprio al nome comune,  in Archivum Romanicum, XII, 1928, pp. 161–231.
- Il “Lexicon Marsilianum”–Dizionario latino-rumeno-ungherese del sec. XVII–Studio filologico e testo, Bucarest, 1930.
- Divagazioni semantiche rumene e balcaniche (Dal nome proprio al nome comune),  in Archivum Romanicum, XVI, 1932, pp. 333–383.
- Introduzione alla glottologia generale comparata,  Padova, Gruppo Universitario Fascista, 1936.
- Elementi di linguistica italiana,  Padova, Gruppo Universitario Fascista, 1936.
- Il dialetto di Livinallongo, Bolzano (Castel Mareccio), Istituto di Studi per l'Alto Adige, 1934. 1937.
- Grammatica comparata delle lingue neolatine. Fonetica storica, Padova, Gruppo Universitario Fascista, 1937
- L'albanese di Dalmazia. Contributi alla conoscenza del dialetto ghego di Borgo Erizzo presso Zara, Firenze, Leo S. Olschki, 1937.
- Testi scelti per le esercitazioni di glottologia, Padova, Gruppo Universitario Fascista, 1937.
- Grammatica elementare della lingua portoghese,  Heidelberg, Giulio Groos, 1938.
- Rumänische Konversations-Grammatik, Heidelberg, Giulio Groos, 1938.
- Lezioni di glottologia. Parte II, Padova, Gruppo Universitario Fascista, 1940.
- Cenni di grammatica comparata delle lingue germaniche con speciale riguardo al tedesco e all'inglese, Bologna, La Grafolito Editrice, 1940.
- Le parlate albanesi di tipo Ghego orientale (Dardania e Macedonia nord-occidentale), Roma, 1942.
- Guida alle tesi di laurea e di perfezionamento nelle discipline linguistiche, Bologna, Riccardo Pàtron, 1946.
- Contributi allo studio della stratificazione del lessico albanese, I: famiglia e parentela, in «Atti dell'Istituto veneto di scienze, lettere ed arti», 1948, tomo 106, pp. 194–220.
- Le origini delle lingue neolatine, Bologna, Riccardo Pàtron, 1949.
- Cenni di fonetica e morfologia storica del latino, Bologna, Riccardo Pàtron, 1949.
- Un nome al giorno. Origine e storia di nomi di persona italiani, Torino, Edizioni Radio Italiana, 1955
- Storia di parole pagane e cristiane attraverso i tempi, Brescia, Morcelliana, 1963.
- Panorama di storia della linguistica, 3ª edizione, 1970.
- Studi linguistici ladino-veneti. Nuovi contributi alla conoscenza del dialetto del Comelico,  Venezia,  Premiate officine grafiche Carlo Ferrari, 1944. (Estratto da: Atti dell'Istituto veneto di scienze, lettere ed arti, 1942-43 e 1943-44, tomi 102 e 103, parte 2.)
- Introduzione alla glottologia, 5ª edizione interamente rifusa, 2 voll. Bologna, Riccardo Pàtron, 1963.
- Crestomazia germanica, vol. I, Bologna, Riccardo Pàtron, 1963.
- La stratificazione del lessico albanese. Elementi indoeuropei, Bologna, Riccardo Pàtron, 1965.
- Panorama di storia della filologia germanica, vol. I, Bologna, Riccardo Pàtron, 1966.
- Dizionario d'ortografia e di pronunzia (DOP),  redatto con Bruno Migliorini e Piero Fiorelli, Torino, ERI-Edizioni RAI Radio-televisione Italiana, 1969.
- Dizionario degli etnici e dei toponimi italiani (DETI), in collaborazione con Teresa Cappello,  Bologna,  Pàtron, 1981.
- Scritti minori (saggi raccolti a cura di M. Cortelazzo, G. B. Pellegrini, E. Peruzzi), Bologna, Pàtron, 1981.
- Il dialetto del Comelico; Nuovi contributi alla conoscenza del dialetto del Comelico, Santo Stefano di Cadore, Comunità montana del Comelico e Sappada, 1988 (ristampa anastatica dell'edizione del 1926, con correzioni e aggiunte, e dell'edizione Venezia, Officine grafiche C. Ferrari, 1944).